# Сам вкъщи 4
„Сам вкъщи 4“ (на английски: Home Alone 4) в САЩ) е четвъртият филм от поредицата „Сам вкъщи“. Филмът излиза директно в ефира на ABC на 3 ноември 2002 г.

## Дублажи
Филмът има дублаж на български език в студио 2 на Александра Аудио с ръководител Васил Новаков от видеоразпространителя Александра Видео. 
На 1 януари 2010 г. bTV излъчи филма с български дублаж.
На 27 декември 2023 г. филмът е излъчен и по Нова.

### Дублажи
| Пост                | Име                                                         |
| ------------------- | ----------------------------------------------------------- |
| Превод              | Мая Илиева                                                  |
| Режисьор на дублажа | Василка Сугарева                                            |
| Тонрежисьор         | Пламен Чернев                                               |
| Озвучаващи артисти  | Здрава Каменова Поля Цветкова Кирил Бояджиев Радослав Рачев |

| Пост                | Име |
| ------------------- | --- |
| Превод              | Светлана Ахчийска                                                                                      |
| Режисьор на дублажа | Чавдар Монов                                                                                           |
| Тонрежисьор         | Наталия Василева                                                                                       |
| Озвучаващи артисти  | Даниела Йорданова Радосвета Василева Йорданка Илова Николай Николов Христо Чешмеджиев Стефан Димитриев |

| Пост                | Име                                                                                              |
| ------------------- | ------------------------------------------------------------------------------------------------ |
| Озвучаващи артисти  | Христина Ибришимова Ася Братанова Даниела Сладунова Димитър Иванчев Здравко Методиев Васил Бинев |
| Преводач            | Светлана Ахчийска                                                                                |
| Тонрежисьор         | Стефан Дучев                                                                                     |
| Режисьор на дублажа | Димитър Кръстев                                                                                  |

## Филми от поредицата за „Сам вкъщи“
Поредицата „Сам вкъщи“ включва 6 филма:
- „Сам вкъщи“ (1990)
- „Сам вкъщи 2: Изгубен в Ню Йорк“ (1992)
- „Сам вкъщи 3“ (1997)
- „Сам вкъщи 4“ (2002)
- „Сам вкъщи: Коледен обир“ (2012)
- „Отново сам вкъщи“ (2021)